# Battery
Battery er en programserie fra Native Instruments. Battery er en drum machine, der via. blandt andet MIDI-filer kan bruges til at fremstille et beat, der enten kan bruges enkeltstående eller importeres i et mix. Battery fungerer både som enkeltstående program, men også som plug-in (typisk VST).